# Thiên hoàng Go-Toba
Thiên hoàng Go-Toba (後鳥羽天皇 (Hậu Điểu Vũ Thiên hoàng) Go-Toba-tennō, 6 tháng 8 năm 1180 – 28 tháng 3 năm 1239)  là vị Thiên hoàng thứ 82 của Nhật Bản, theo Danh sách Thiên hoàng truyền thống. Ông ở ngôi từ năm 1183 đến năm 1198.
Thụy hiệu của vị Thiên hoàng ở thế kỷ XII này là Hậu Điểu Vũ Thiên hoàng, được đặt theo thụy hiệu của Thiên hoàng Toba (Điểu Vũ Thiên hoàng) và hậu (後, go). Từ go trong tiếng Nhật cũng có thể được dịch là "người thứ hai"; và trong một số tư liệu cổ, vị Thiên hoàng này cũng được viết là "Điểu Vũ đệ nhị" hay "Điểu Vũ II".

## Thế phả
Trước khi lên hoàng vị, tên thật của ông (tức imina) là Takahira-shinnō (尊成親王 (Tôn Thành Thân Vương)). Ông còn được gọi là Takanari-shinnō
Ông là người con trai thứ tư của Thiên hoàng Takakura, và là cháu nội của Thiên hoàng Go-Shirakawa. Mẹ ông là Phường Môn Thực Tử (Bōmon Shokushi, 坊門殖子), tức là Thất Điều Viện (Shichijō-in, 七条院), con gái của Phường Môn Tín Long (Bōmon Nobutaka, 坊門信隆) thuộc nhánh Fujiwara.

## Lên ngôi Thiên hoàng
Ngày 08 Tháng 9 năm 1183, nhân khi Thiên hoàng Antoku cùng hoàng tộc chạy trốn khỏi cung đình trong Chiến tranh Genpei, Pháp hoàng Go-Shirakawa đưa em trai của Antoku là thân vương Takahira mới 3 tuổi lên ngôi, lấy hiệu là Thiên hoàng Go-Toba.
Ngay sau cái chết của Pháp hoàng Go-Shirakawa, vào tháng 4/1192 Thiên hoàng Go-Toba phong cho Minamoto no Yoritomo làm Shōgun Nhật Bản, đóng ở Kamakura. Go-Toba trở thành Thiên hoàng bù nhìn.
Tháng 1/1198, Go-Toba bị Shogun Yoritomo truất phế. Vị Shogun bèn đưa con trưởng của ông mới 2 tuổi là Tamehito lên ngôi, hiệu là Thiên hoàng Tsuchimikado.

## Sau khi thoái vị
Sau khi rời ngôi, Go-Toba được phong làm Thượng hoàng nhưng quyền lực của ông hầu như bị hạn chế rất nhiều bởi các Shogun họ Minamoto. Sau khi Minamoto no Yoritomo vừa chết năm 1199, hai con trai của ông là Yoriie và Sanetomo thay nhau nắm quyền bính. Do còn quá trẻ nên hai anh em họ Minamoto không có quyền lực nhiều, quyền lực thực tế bị lọt vào tay bố vợ Yoriie là Hōjō Tokimasa.
Chán cảnh mất quyền lực, Thượng hoàng Go-Toba quy y theo phái Tịnh độ tông và say mê làm thơ. Ông đã cho tập hợp hàng trăm bài thơ Waka và cho vào tuyển tập thơ có tên Shin Kokinshū. Ông cũng rất giỏi về bắn cung, cưỡi ngựa, và kiếm thuật. Sau khi con trai mất và người cháu trai lên ngôi hiệu là Thiên hoàng Chūkyō (1221), ông được tôn làm Thái thượng Pháp hoàng.
Thiên hoàng Chūkyō vừa lên ngôi ít lâu thì xảy ra loạn Jōkyū (5/1221). Nguyên do là sau khi thâu tóm các lãnh địa và lợi dụng chính quyền Shogun bị lung lay do sự việc người con mồ côi của Yoriie là Kugyô đã ám sát thành công Shôgun đời thứ 3 là Sanetomo, Thái thượng Pháp hoàng Go-Toba cự tuyệt lời yêu cầu của Kamakura xin ông gửi một hoàng tử của mình về làm Shôgun. Ngược lại, ông còn đòi Mạc phủ phải bãi bỏ các chức jitô của hai trang viên Nagae và Kurahashi trong vùng Settsu (gần Kyôto). Điều này làm Mạc phủ không chấp nhận được và cuộc chiến loạn đã diễn ra.
Lúc đầu, Go-Toba tập trung một lực lượng của các quý tộc và võ sĩ ở miền Đông và miền Tây vốn bất mãn với họ Hōjō phát binh chống Mạc phủ. Nào ngờ, bọn võ sĩ miền Đông lại đột ngột quay sang cấu kết với Mạc phủ trước,  chúng bất ngờ tấn công vào kinh đô. Kết cuộc là toán quân đồng minh ô hợp của Thái thượng Pháp hoàng không đầy một tháng đã thảm bại trước những đạo quân tinh nhuệ của Mạc phủ. Mạc phủ bắt đày Thiên hoàng Go-Toba ra đảo Oki (ngoài khơi tỉnh Shimane bây giờ), Thiên hoàng Tsuchimikado thì bị đày ra vùng Tosa (tỉnh Kôchi trên đảo Shikoku bây giờ), còn Thiên hoàng Juntoku thì bị đày ra vùng Sado (tỉnh Niigata bây giờ). Mạc phủ cũng phế luôn Thiên hoàng đang trị vì, lập cháu trai của Go-Toba (con trai của người anh gọi Thái thượng Pháp hoàng Go-Toba bằng chú) lên kế vị, hiệu là Thiên hoàng Go-Horikawa.
Ông đã qua đời và được chôn cất tại đảo Oki, nơi mà ông bị lưu đày.

### Vợ con
Trung Cung (chūgū): Nghi Thu Môn Viện (Gishūmon-in, 宜秋門院) Fujiwara no Ninshi/Takako (藤原任子, Đằng Nguyên Nhậm Tử) (1173-1239), con gái của nhiếp chính Kujō Kanezane (九条兼実)
- Thăng Tử Nội Thân Vương (Shōshi, 昇子内親王) (1195-1211) - một Trung Cung đã ly hôn với vua và trở thành mẹ nuôi của Thuận Đức Thiên hoàng (Shunkamon-in, 春華門院, Xuân Hoa Môn Viện)

Phu nhân: Thừa Minh Môn Viện (Shomeimon-in, 承明門院) Minamoto no Zaishi/Ariko (源在子, Nguyên Tại Tử) (1171-1257), con nuôi của Nội Đại Thần Nguyên Thông Thân (Minamoto no Michichika, 内大臣源通親) (con gái của thầy tế Nōen, 能円)
- Vi Nhân Thân Vương (為仁親王, Tamehito), tức là Thiên hoàng Tsuchimikado (Thổ Ngự Môn Thiên hoàng, 1196-1231)

Phu Nhân: Tu Minh Môn Viện (Shumeimon-in, 修明門院) Fujiwara no Shigeko (藤原重子, Đằng Nguyên Trọng Tử) (1182-1264), con gái của Takakura Norisue (高倉範季)
- Thủ Thành Thân Vương (Morinari, 守成親王), tức là Thiên hoàng Juntoku (Thuận Đức Thiên hoàng, 1197-1242)
- Nhã Thành Thân Vương (Masanari, 雅成親王) (1200-1255) (bị đày ải sau Chiến loạn Jōkyū)
- Tôn Khoái Pháp Thân Vương (Sonkai, 尊快法親王) (1204-1246) - Chủ tế Đền Enryaku-ji (Tendai Zasu, 天台座主, Thiên Thai Tọa Chủ)

Phu nhân: Phường Môn Cục (Bōmon no Tsubone, 坊門局), con gái của Phường Môn Tín Thanh (Bōmon Nobukiyo, 坊門信清)
- Thân vương Nagahito (長仁親王) (1196-1249) - Chủ tế thứ tám của Đền Ninna-ji (Dōjo Hosshinnō, 道助法親王)
- Nội Thân vương Reiko (礼子内親王) (1200-1273) (Kayōmon-in, 嘉陽門院)
- Thân vương Yorihito (頼仁親王) (1201-1264) (bị đày ải sau sự kiện Jōkyū)

Phu Nhân: Hyōe-no-kami no Tsubone (兵衛督局), con gái Minamoto no Nobuyasu (源信康)
- Nội Thân Vương Shukushi (粛子内親王) (Takatsuji Saigū, 高辻斎宮) (1196-?) - Saiō ở Thần cung Ise 1199-1210

Phu Nhân: Taki (滝) (?-1265), một vũ nữ (Shirabyōshi)
- Thân Vương Kakunin (覚仁法親王) (1198-1266) - Chủ tế của Đền Onjō-ji

Phu Nhân: Owari no Tsumone (尾張局) (?-1204), con gái của thầy tế Kensei (顕清)
- Thân Vương Dōkaku (道覚法親王) (1204-1250) - Chủ Tế của Đền Enryaku-ji (Tendai Zasu, 天台座主)

Phu Nhân: Tamba no Tsubone (丹波局), Ishi (石), một vũ nữ (Shirabyōshi)
- Nội Thân Vương Hiroko (煕子内親王) (Fukakusa Saigū, 深草斎宮) (1205-?) - Saiō phục vụ ở Thần cung Ise dưới triều các Hoàng đế Thuận Đức và Trọng Cung 1215-1221

Phu Nhân: Ōmiya no Tsubone (大宮局), con gái của Gon-no-Dainagon Fujiwara no Sadayoshi (藤原定能)
- Thân Vương Son'en (尊円法親王) (1207-1231) - Chủ Tế ở Đền Miidera
- Gyōetsu (行超) - thầy tế ở Đền Emryakuji

Phu Nhân: Shonagon no Suke (Thiểu Nạp Ngôn Điển Thị, 少納言典侍)
- Dōshu (Đạo Thủ, 道守) - thầy tế

Phu Nhân: Himehōshi (姫法師), một vũ nữ (Shirabyōshi)
- Kakuyo (覚誉) - thầy tế
- Dōi (Đạo Y, 道伊) - thầy tế ở Đền Onjō-ji
- Dōen (道縁) - thầy tế ở Đền Ninna-ji

## Những niên hiệu dưới triều Hậu Điểu Vũ
Trong triều đại ông, Thiên hoàng Hậu Điểu Vũ đã đặt những niên hiệu (nengō) sau.
- Thọ Vĩnh (Juei, 1182-1184)
- Genryaku (1184-1185)
- Văn Trị (Bunji, 1185-1190)
- Kiến Cửu (Kenkyū, 1190-1199)

## Văn học nghệ thuật
Thiên hoàng Go-Toba là người giỏi nhiều môn nghệ thuật như thơ waka, renga, vũ nghệ, đá cầu, đặc biệt là thơ waka. Sau khi nhường ngôi cho con trai, ông trở thành Thái thượng hoàng và là vị cựu hoàng đầu tiên trong lịch sử Nhật Bản ra sắc lệnh biên soạn một thi tuyển riêng của thời đại, cuốn Tân cổ kim tập (新古今集 Shinkokinshu, hay 新古今和歌集 Shin Kokin Wakashu). Trước đó, bảy thi tuyển bắt đầu từ cuốn Cổ kim tập (古今集 Kokinshu, hay Kokin Wakashu, năm 905/914), đều do các thiên hoàng đương triều ra sắc lệnh biên soạn. Yêu thích waka, ông cũng thuộc nằm lòng các bài thơ trong thi tuyển này và bản thân ông cũng đưa vào thi tuyển trên 30 bài waka của mình.
Tân cổ kim tập, tập sắc soạn thứ 8 (sau đó, các sắc soạn tập còn tiếp tục đến thi tập thứ 21 năm 1439), mang phong cách thi ca của thời đại mới trong lịch sử văn chương Nhật Bản: thời đại thơ quốc âm tân cổ điển.
Thiên hoàng Go-Toba để lại thi tập Hậu Điểu Vũ Viện ngự tập (Go-Toba-in gyoshu), và thi luận Hậu Điểu Vũ Viện ngự truyền (Go-toba-in gyokuden).